# Virtual private cloud
In informatica, con il termine inglese Virtual Private Cloud (VPC) (in italiano "Nuvola informatica privata"), si definisce un insieme di risorse informatiche configurabili a richiesta in un ambiente cloud pubblico che fornisce un certo livello di isolamento tra varie organizzazioni che utilizzano queste risorse.
L'isolamento tra un VPC e gli altri utilizzatori del cloud è di solito realizzato attraverso l'uso di una sottorete IP e un meccanismo di comunicazione virtuale (ad esempio una VLAN o gruppo di canali criptati) per ciascun utente.
In un VPC il meccanismo descritto per fornire l'isolamento all'interno del cloud, è completato da un servizio VPN (per ogni utente) che garantisce la sicurezza di accesso remoto a risorse attraverso un sistema di autenticazione e crittografia. Attraverso questi meccanismi di isolamento, l'organizzazione che utilizza il servizio può effettivamente lavorare su un cloud praticamente privato (cioè, come se l'infrastruttura non venisse condivisa con altri utenti).
Il VPC è comunemente usato nel contesto di Platform as a service. In questo contesto, il fornitore di infrastrutture (cloud) e fornitore di servizi VPC delle infrastrutture potrebbero essere aziende diverse.

## Implementazione
Amazon Web Services ha lanciato il suo servizio Amazon Virtual Private Cloud (Amazon VPC) il 26 agosto 2009, che permette la creazione di connessioni tra Amazon Elastic Compute Cloud e altre reti attraverso una VPN con protocollo IPSEC.
Google App Engine supporta funzionalità simili attraverso il suo prodotto Secure Data Connector lanciato il 7 di aprile 2009.
HP offre un servizio aziendale  tra cui cloud privato, il cloud gestito e servizi cloud pubblici basati su OpenStack
Microsoft Azure offre la possibilità di creare un VPC utilizzando reti virtuali.
Cloud-Bricks.net è un esempio di un fornitore di cloud privato su hardware dedicato dove non risorse sono condivise con altri utenti.
FortyCloud è un esempio di un VPC che viene offerto sull'infrastruttura di cloud pubblico da un fornitore esterno, come AWS EC2 e ambienti ibridi da fornitori diversi.
Host Virtual è un fornitore di infrastrutture come servizio che incorpora CPV come una delle sue caratteristiche.
Ci sono anche VPC regionali come Cloud-A  e cloud.ca, Piattaforme cloud private virtuali canadesi.